# Callerinnys straminea
Callerinnys straminea là một loài bướm đêm trong họ Geometridae.